# Союз Українських Студентських Організацій у Німеччині й у Данціґу
Союз Українських Студентських Організацій у Німеччині й у Данціґу (СУСОНД), постав 1925 і об'єднував 6 організацій (найбільша «Основа» в Данціґу); осідок у Берліні, згодом у Данціґу. 1939 перейменований на Націоналістичний Союз Українських Студентських Організацій у Німеччині (НаСУСОН).